# Capuche (Grenoble)
Capuche est un quartier de Grenoble. Il se situe au sud des grands boulevards grenoblois qui partagent la ville en deux parties. Il est limitrophe des quartiers Championnet au nord, Alliés-Alpins, au sud et Exposition-Bajatière à l'est.

## Géographie

### Description

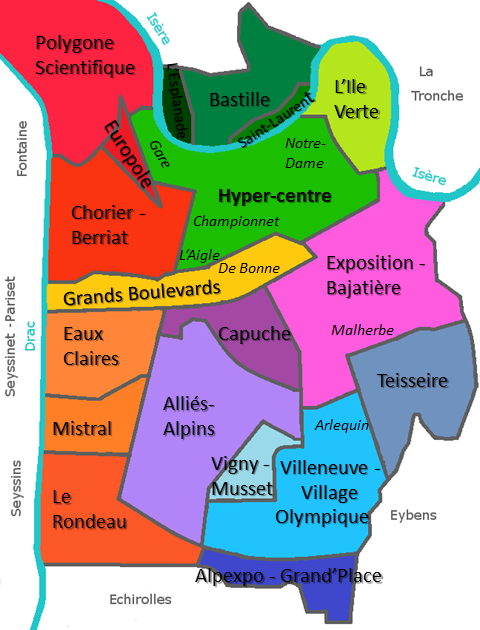
Plan des quartiers de Grenoble

Le quartier Capuche est un quartier urbain, essentiellement constitué d'immeubles installés le long des grands boulevards et de ses principales artères dont l'avenue de Stalingrad et la rue Général Ferrié, avec la présence de nombreuses petites villas relativement modestes.

### Accès et transports

#### Accès
Le quartier est situé approximativement au centre géographique de la ville mais à la limite sud des grands boulevards de Grenoble orientés selon un axe est-ouest et qui partagent la ville en son milieu. L'ensemble de ce quartier reste toutefois facilement accessible à pied et par les transports en commun depuis n'importe quel point de la ville de Grenoble.

#### Transports
Ce quartier est desservi par les lignes C et A du tramway de Grenoble. Jusqu'en 1987, le quartier était desservie par la ligne ferroviaire de la ligne de Grenoble à Montmélian, une simple halte ferroviaire qui fut ensuite démantélée et les voies retirées, puis réaménagées en pistes cyclables. La rue de Stalingrad fut longtemps coupée en son milieu par un passage à niveau.

## Origine du nom
Le nom de ce quartier proviendrait du terme « capeluche » qui signifiait bonnet. Selon certaines versions, il existait autrefois dans ce quartier assez éloigné du centre-ville une auberge et les clients devaient prendre leur capeluche pour s'y rendre. Une autre version affirme que le quartier tire son appellation de la présence autrefois d'un couvent de Capucins mais sans preuve exacte de l'existence de ce lieu. L'étymologie exacte indique cependant que ce terme provient du mot latin « caput » qui signifie pointe (voir l'étymologie du mot « cap »).

## Historique

### De l'armée aux sous-vêtements

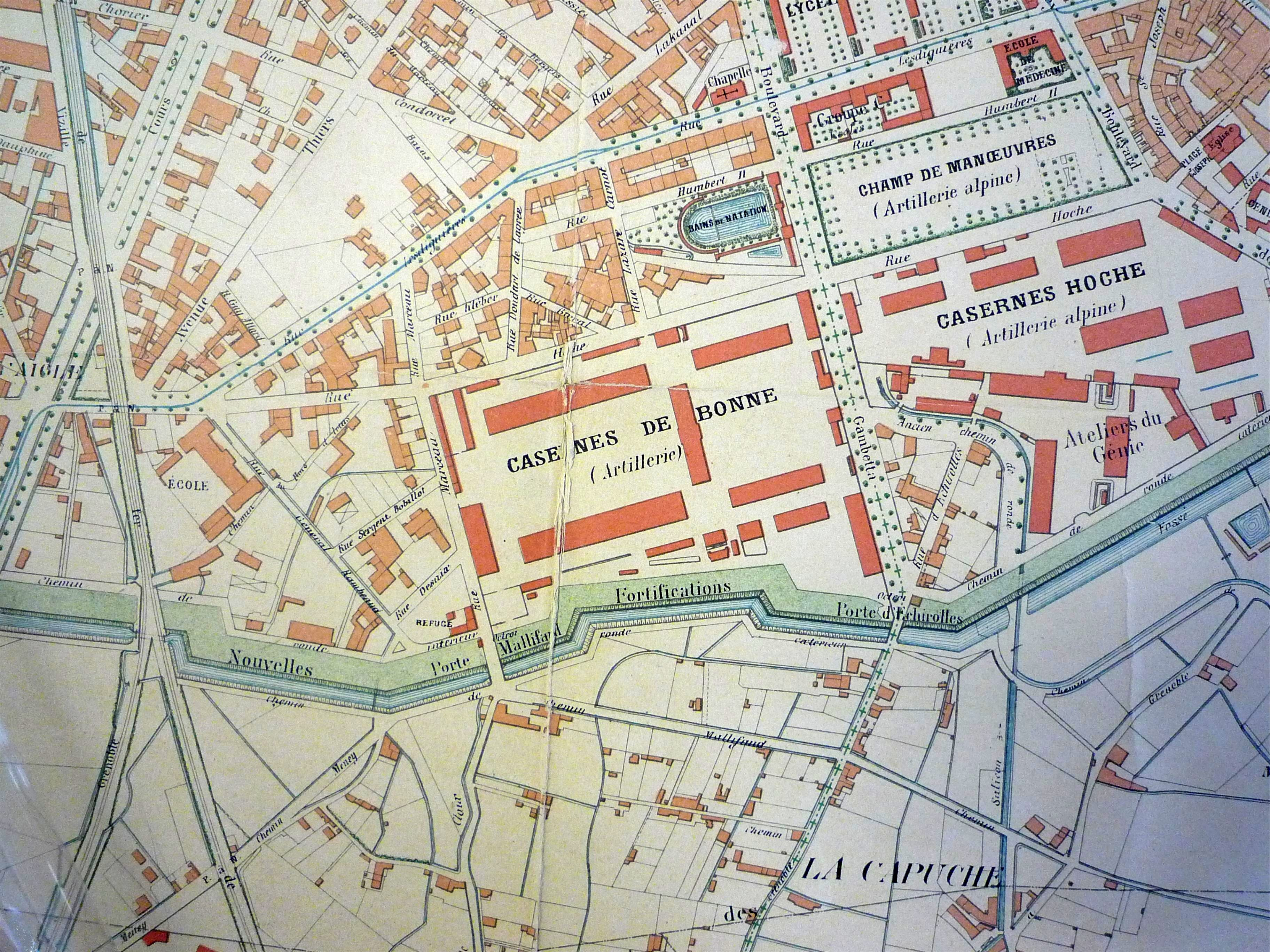
Plan du secteur de Capuche et les fortifications de Grenoble en 1902

Située au sud des fortifications de la ville (entre la porte d'Échirolles, à l'est et la porte Mallifaud, à l'ouest), Capuche fut à l'origine un site militaire autrefois situé à l’extérieur de Grenoble. Durant la première moitié du XXe siècle, le secteur est transformé en quartier d’habitation afin de permettre à la ville de s'étendre dans la plaine. L’usine Lou, entreprise de sous-vêtements, sera la principale industrie à s’installer. Installée rue Général Ferrié, elle marquera longtemps l’histoire de ce quartier.

### La cité Capuche
Le maire socialiste de Grenoble Paul Mistral crée l’Office public d’habitat bon marché (OPHBM) en 1921 afin d’éradiquer les logements insalubres et favoriser la construction d’habitations destinées aux classes les plus populaires. La cité de la Capuche composée de 124 logements répartis en cinq bâtiments est créée en 1924 avec l’aménagement de petits immeubles de cinq niveaux, disposés en U autour d’un espace central. D'autres cités identiques ont été à Grenoble telles que la cité de l'Abbaye édifiée en 1927 ou la cité Jean Macé en 1931. La Cité de la capuche a été réhabilitée dans les années 1980.